# 파리 5구

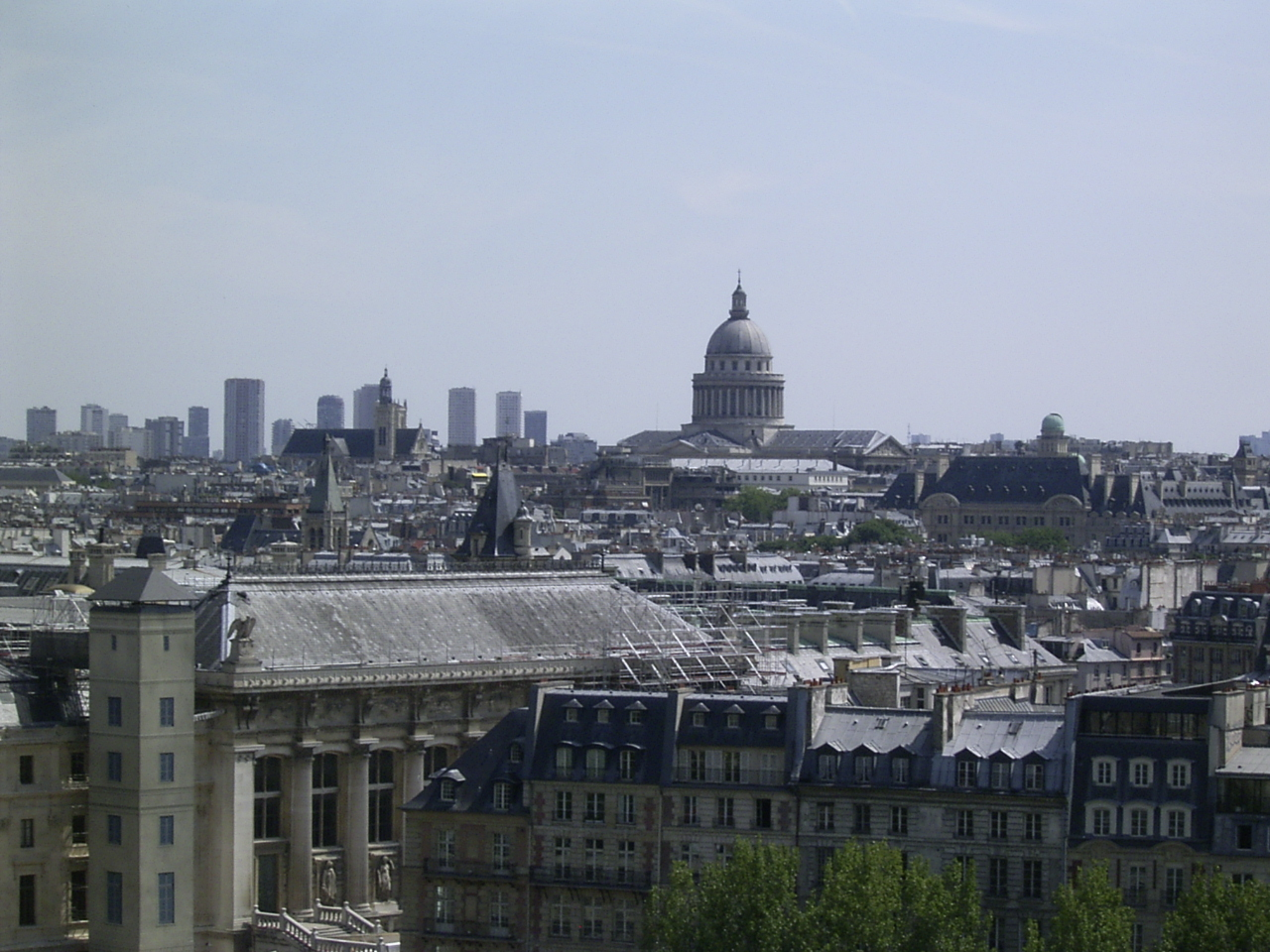
파리의 팡테옹.

파리 5구(5th arrondissement of Paris)는 프랑스의 수도 파리를 구성하는 20개 구 가운데 하나이다.
센강의 왼쪽 강뚝에 위치해 있으며 수도 중심 구 가운데 하나이기도 하다. 이 구는 대학, 고등 교육 시설이 있는 카르티에 라탱이 위치한 것으로 유명하다.
5구는 고대로 거슬러 올라가면 파리에서 가장 오래된 구역 가운데 하나이기도 하다.